# Euphyia tomaichana
Euphyia tomaichana là một loài bướm đêm trong họ Geometridae.